# Лисичин Ніс (станція)
Лисичин Ніс (рос. Лисий Нос, фін. Revonnenä) — залізнична станція Сестрорецького напрямку Жовтневої залізниці в Санкт-Петербурзі, в селищі Лисичин Ніс.
На станції зупиняються всі електропоїзди. Станція використовується для їх роз'їзду.

## Історія
Станція була відкрита 13 жовтня 1894 року одночасно з запуском лінії Лахта - Роздільна Приморської Санкт-Петербург-Сестрорецької залізниці.
При відкритті отримала найменування «Роздільна».
У 1928 році станції було присвоєно сучасну назву.
1 червня 1952 року Сестрорецька лінія була електрифікована.

## Опис
Станція складається з двох частин: товарної і пасажирської. Перша починається за півкілометра від платформи Морська, і складається з чотирьох колій для вантажних потягів. Від цього парку відходить лінія на Лисичин Ніс-Експорт. Також від цього парку в сторону платформи Морська відгалужується під'їзна колія до Північно-Західної ТЕЦ. З протилежного горловини цього парку виходять дві колії до пасажирської частини станції, що представляє собою широку острівну пасажирську платформу між двома коліями, що використовуються для роз'їзду електропоїздів. Головна колія — з лівого боку платформи, якщо дивитися в бік Сестрорецька. Цікаво, що на цій станції електропоїзди роз'їжджаються лівостороннім рухом: при роз'їзді електропоїзд з Санкт-Петербурга прибуває на головну колію (ліву), а з Сестрорецька — на берегову (праву).